# Ruth Moschner

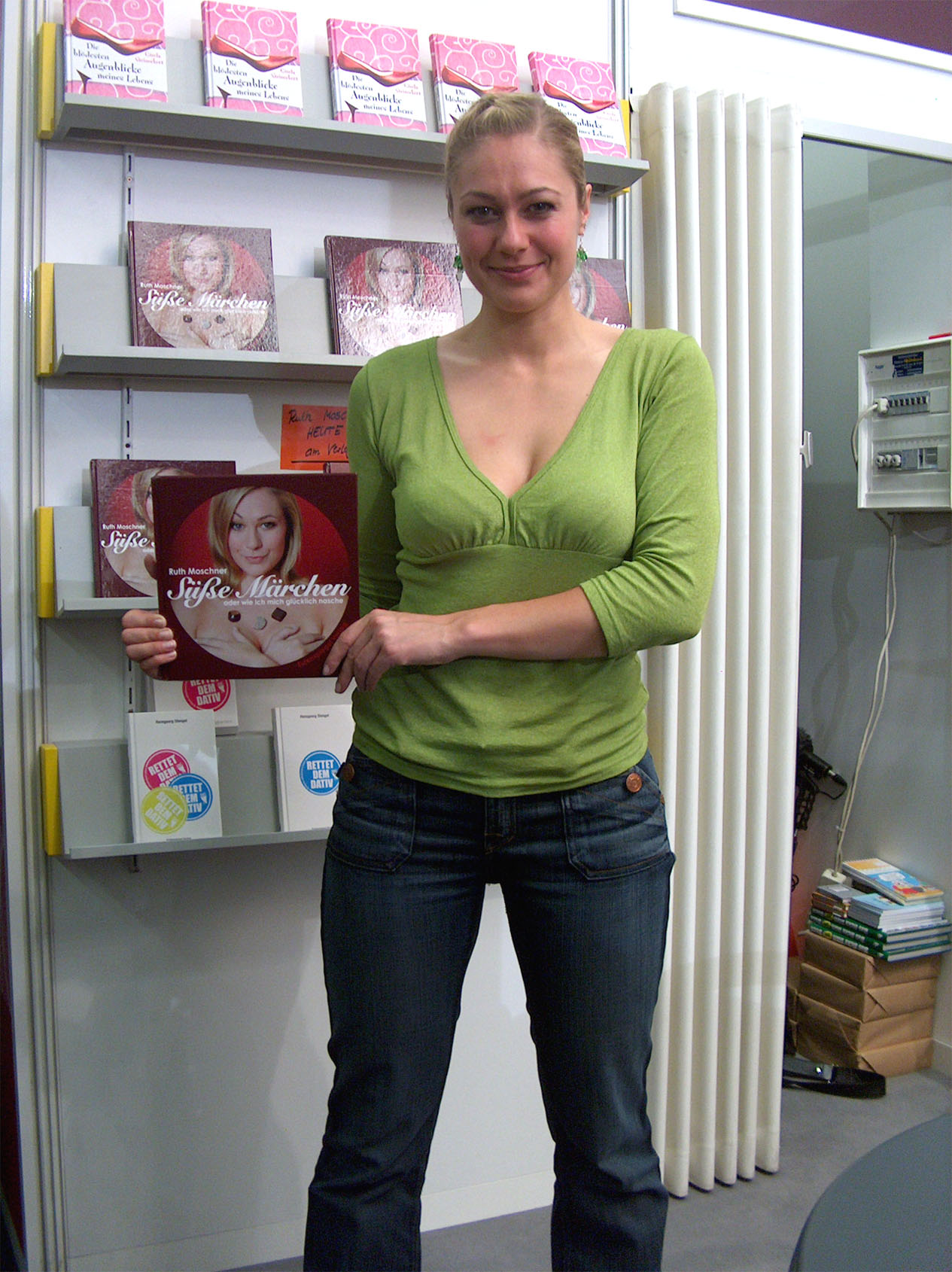
Ruth Moschner

Ruth Isabel Moschner, född 11 april 1976 i München, är en tysk TV-personlighet.